# Arthur Eddington
Sir Arthur Stanley Eddington (Kendal (Engeland), 28 december 1882 – Cambridge, 22 november 1944) was een Brits astronoom.

## Wetenschappelijke biografie
Eddington studeerde aan het Owens College in Manchester en studeerde in 1902 af in de natuurkunde.
Hij promoveerde in 1905 aan het Trinity College in Cambridge toen hij 22 was en werd benoemd tot hoofdassistent op het Royal Observatory in Greenwich. In 1913 werd hij benoemd tot hoogleraar astronomie in Cambridge.
Eddington was een van de eerste astronomen die de volle betekenis van de relativiteitstheorie van Albert Einstein besefte.
In 1919 organiseerde hij een expeditie naar het eiland Principe om op 29 mei een zonsverduistering te observeren. Tijdens deze zonsverduistering kon hij aantonen dat het licht van sterren, dat vlak langs de verduisterde zon trok, door de zwaartekracht van de zon werd afgebogen. Dit was het eerste experimentele bewijs van de relativiteitstheorie.
Verder ontwikkelde hij in 1926 als eerste een model van het inwendige van de zon. Zijn idee bestond eruit dat in de zon een evenwicht bestond tussen zwaartekracht, gasdruk en stralingsdruk. Eddington was de krachtigste pleitbezorger tegenover James Jeans van het door de Fransman Jean Baptiste Perrin gelanceerde idee dat sterren energie produceren door middel van kernfusie van waterstof, waarbij een klein gedeelte van de massa wordt omgezet in energie.
In 1938 toonde Hans Bethe aan dat de energie van de zon inderdaad door kernfusieprocessen van waterstof werd geleverd.
Jarenlang deed hij foutief de theorie van Subramanyan Chandrasekhar over zwarte gaten af als "stellar buffoonery."
Eddington was van 1938 tot 1944 president van de Internationale Astronomische Unie.

## Persoonlijk leven
Arthur Eddington werd in Kendal geboren als zoon van Arthur Henry Eddington (schoolhoofd) en Sarah Ann Shout. Hij was een quaker, een gewetensbezwaarde in de Eerste Wereldoorlog, en bleef zijn leven lang vrijgezel en geheelonthouder.

## Zie ook

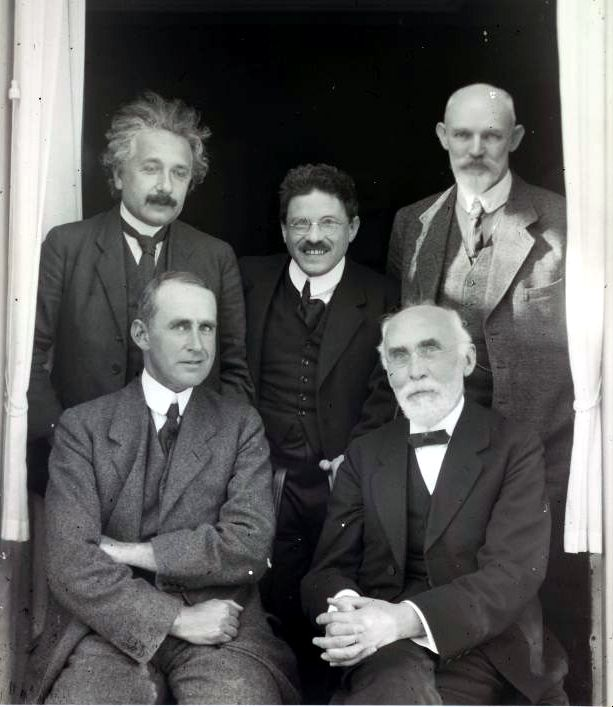
Eddington in Leiden (1923), met Einstein, Ehrenfest, De Sitter & Lorentz